# Sylviorthorhynchus yanacensis
Az Sylviorthorhynchus yanacensis a madarak (Aves) osztályának verébalakúak (Passeriformes) rendjébe és a fazekasmadár-félék (Furnariidae) családjába tartozó faj.

## Rendszerezése
A fajt Melbourne Armstrong Carriker amerikai ornitológus írta le 1933-ban, a Leptasthenura nembe Leptasthenura yanacensis néven. Egyes szervezetek jelenleg is ide sorolják.

## Előfordulása
Dél-Amerikában az Andokban, Argentína, Bolívia és Peru területén honos. Természetes élőhelyei a mérsékelt égövi erdők, szubtrópusi hegyi esőerdők és magaslati cserjések. Állandó, nem vonuló faj.

## Megjelenése
Testhossza 16 centiméter, testtömege 10-12 gramm.

## Természetvédelmi helyzete
Az elterjedési területe nagyon nagy, egyedszáma ugyan csökken, de még nem éri el a kritikus szintet. A Természetvédelmi Világszövetség Vörös listáján nem fenyegetett fajként szerepel.